# Fizbo
«Fizbo» es el noveno episodio de la primera temporada de la serie de televisión en formato falso documental Modern Family. Se emitió originalmente en la cadena ABC el 25 de noviembre de 2009. El episodio fueron escritos por Brad Walsh y Paul Corrigan y dirigido por Jason Winer.
En este episodio, Phil y Claire intentan organizar una fiesta para el cumpleaños de Luke. Cameron decide disfrazarse payaso como Fizbo para entrar a la fiesta. A Manny le cuesta impresionar a una chica después de seguir el consejo de Jay. Haley se pone celosa cuando Dylan habla con el manejador de animales de la fiesta y la ignora en el proceso. Todo parece ir bien, pero después de que Haley libera a un escorpión de su jaula, las cosas salen mal y la familia termina llevaron a la sala de emergencias.
«Fizbo» ha recibido críticas positivas de los críticos y muchos lo han nombrado el mejor episodio hasta ese momento. A pesar de esto, «Fizbo» fue visto en 7,12 millones de hogares cuando se estrenó, convirtiéndose en el episodio con la calificación más baja de la serie. Los analistas de calificaciones atribuyeron las bajas calificaciones de «Fizbo» al episodio que se emitió la noche anterior al Día de Acción de Gracias.
Eric Stonestreet ganó al Premio Primetime Emmy al Mejor Actor de Reparto en una Serie de Comedia por su actuación en este episodio.

## Argumento
Es el cumpleaños de Luke (Nolan Gould) y Phil (Ty Burrell) y Claire (Julie Bowen) quieren organizar una gran fiesta de cumpleaños para él. Phil es el que organiza las cosas para la fiesta. Entre otras cosas que ordenó, también pide una cuidadora de animales, Tanya (Margo Harshman) para trae diferentes animales para mostrárselos a los niños, incluyendo iguanas, una pitón y un escorpión. Claire instala un soporte para hacer una peine, pero Phil dice que este peine es aburrido.
Manny (Rico Rodriguez) quiere impresionar a una chica que le gusta de la escuela, Bianca (Kaitlyn Dever), y va a estar en la fiesta de cumpleaños de Luke. No sabe qué hacer para llamar su atención y pide el consejo de Jay (Ed O'Neill). Jay le dice que las chicas van por el poder y el éxito y como él no tiene ninguno de esos, debería ser el tipo gracioso. Los intentos de Manny de ser gracioso y que no tienen mucho éxito.
Cameron (Eric Stonestreet) se disfraza payaso como Fizbo, a pesar del desacuerdo de Mitchell (Jesse Tyler Ferguson). Pero Cameron cree que no puede haber a una fiesta sin ningún payaso, así que lo ignora. Sin embargo, de camino a la fiesta, Cameron defiende a Mitchell en la estación de servicio, y Mitchell lo ve de una manera diferente. Cuando ambos llegan a la fiesta, resulta que Phil le tiene miedo a los payasos.
La novia de Haley (Sarah Hyland), Dylan (Reid Ewing), también está en la fiesta. Cuando Dylan comienza a hablar con Tanya ignorando a Haley, Haley se pone celosa y libera al escorpión de su caja para vengarse.
Todo va bien en la fiesta hasta el momento en que el escorpión liberado desencadena una cadena de eventos y toda la familia termina en el hospital porque Luke se resbaló en algunas cuentas del soporte de peine de Claire y se rompió el brazo. Durante el caos, Manny salva a Bianca de una casa inflable que se derrumba, impresionándola. Aunque todo el mundo está preocupado, Luke parece muy feliz por tener un elenco porque siempre quiso uno y dice que esta fue la mejor fiesta de cumpleaños de la historia.

## Producción
El episodio fueron escritos por Brad Walsh y Paul Corrigan y dirigido por el director de la serie, Jason Winer. El episodio emplea un dispositivo de encuadre para contar la historia. El episodio se inspiró por el hecho de que Eric Stonestreet solía actuar como payaso; Fizbo era un apodo que su padre le dio. Es la verdadera disfraz de  Stonestreet.

## Recepción

### Audiencia
En su transmisión original, «Fizbo» fue visto en 7,12 millones de hogares con una participación del 2,4/7% en el grupo demográfico de 18-49 de años de edad, que convirtiéndose en el episodio con la calificación más baja en la historia de la serie, hasta el final de la temporada 7, debido al hecho de que se emitió la víspera de Acción de Gracias. La serie quedó en cuarto lugar en su grilla de programación perdiendo a las series de Mentes criminales, The Biggest Loser y Glee, según Nielsen Media Research.

### Reseñas
El episodio fue aclamado por la crítica, y muchos críticos lo nombraron el mejor episodio de la temporada.
Aunque fue el episodio menos visto de la temporada, fue el más valorado en IGN con una calificación de 9,3. El crítico de IGN, Robert Canning, señaló: «Modern Family continuó su tendencia de episodios sobresalientes». Nolan Gould consideró el episodio favorito de la serie.
BuddyTV nombró al episodio el 26o mejor episodio de 2009 diciendo: «Una pieza de conjunto perfecta hizo que la familia se reuniera para una desastrosa fiesta de cumpleaños que contó con un payaso, una ballesta, un escorpión, un castillo hinchable, una tirolina y cuentas».
Donna Bowman de The A.V. Club le dio al episodio un dicho «El mejor cumpleaños de la historia». Y el mejor episodio desde la primera pareja. ¡Bienvenido de nuevo, Modern Family!».
Robert Canning en una reseña de la temporada comentó que «el episodio tal vez fue ese momento en el que la serie pasó de ser una serie de primer año fuerte a un éxito crítica».
James Poniewozik de Time le dio al episodio una crítica positiva llamándolo «un montón impecablemente ejecutado de desgracia cómica» y también dijo: «Además de jugar bien los rasgos definitorios de varios personajes,... también demostró de nuevo que el programa tiene un gran toque por la comedia ficticia».
M.L. House of TV Fanatic nombró al episodio el mejor episodio de la temporada diciendo: «Este episodio también reunió a todas las historias y a los miembros de la familia en una conclusión ideal para la media hora».
Chris «Boomer» Beachum y Rob Licuria de The Angeles Times declararon que Eric Stonestreet tiene la mejor oportunidad de ganar un Premio Primetime Emmy por su actuación en el episodio.

### Premios y nominaciones
Eric Stonestreet ganó el Premio Primetime Emmy al Mejor Actor de Reparto en una Serie de Comedia por su actuación como Fizbo en este episodio.